# Kári Kristján Kristjánsson
Kári Kristján Kristjánsson (ur. 28 października 1984 w Vestmannaeyjar) – islandzki piłkarz ręczny, reprezentant kraju. Obecnie występuje w niemieckim HSG Wetzlar.